# كيم سو مي
كيم سو مي (الكورية: 김수미؛ ولدت كيم يونغ أوك؛ 3 سبتمبر 1949 - 25 أكتوبر 2024) ممثلة كورية جنوبية لديها مسيرة مهنية غزيرة في السينما والتلفزيون. ظهرت لأول مرة في مسابقة المواهب عام 1970، ثم ذاع صيتها في فيلم مذكرات الريف (1980). بُثَّ المسلسل التلفزيوني الشهير لمدة 20 عامًا تقريبًا، مما جعلها واحدة من أشهر الممثلات الكوريات في ثمانينيات القرن العشرين.
مع تقدمها في العمر عانت من مشاكل صحية عدة، في 25 أكتوبر 2024 وجدها ابنها فاقدة للوعي فنُقلت إلى مستشفى سانت ماري في سيول، حيث توفيت بسبب سكتة قلبية ناجمة عن فرط سكر الدم عن عمر ناهز الخامسة والسبعين.